# Herniaria lusitanica
Herniaria lusitanica är en nejlikväxtart. Herniaria lusitanica ingår i släktet knytlingar, och familjen nejlikväxter.

## Underarter
Arten delas in i följande underarter:
- H. l. berlengiana
- H. l. lusitanica